# Stockheimer Gericht
Das Stockheimer Gericht war eine mittelalterliche Herrschaft mit Sitz in Stockheim.
Wenige Kilometer nördlich des heutigen Usingen befand sich die ehemalige Siedlung Stockheim. Dies war der Stammsitz des Adelsgeschlechtes der Stockheim.
Das Gericht Stockheim bestand aus dem Obergericht und dem Niedergericht.
Das Obergericht Stockheim bestand aus dem Kirchspiel Rod am Berg, Hundstall, Brombach und Dorfweil.
Das Niedergericht Stockheim umfasste Westerfeld und Hausen (die kirchlich zu Usingen gehörten), Arnsbach (zum Kirchspiel Reifenberg gehörig), das Kirchspiel Merzhausen und das Kirchspiel Niederlauken (zu dem Oberlauken nach der Herauslösung aus dem Kirchspiel Alt-Weilnau gehörte).
Zur Hälfte in das Gericht Neuweilnau, zur Hälfte in das Gericht Stockheim gehörten die Orte Gemünden und Laubach (der Stockheimer Teil zum Kirchspiel Merzhausen gehörend).
Seit 1456 war Reifenberg am Niedergericht beteiligt. Das Gericht Stockheim wurde 1579 zur Hälfte von Graf Albrecht von Nassau-Weilburg erworben. Die andere Hälfte erwarb 1669 Graf Walrad von Nassau-Usingen. Damit war das Stockheimer Gericht Teil von Nassau-Usingen geworden. Im Fürstentum Nassau-Usingen wurde das Stockheimer Gericht Teil des Amtes Usingen.